# Эдмонд де Бург
Сэр Эдмонд де Бург (англ. Sir Edmund de Burgh; 1298—1338) — англо-ирландский дворянин, предок клана Берков из Клануильяма.

## Предыстория
Пятый и последний выживший сын Ричарда де Бурга, лорда Коннахта и графа Ольстера. Его старший брат, Джон де Бург (1286—1313), умер в Голуэе в 1313 году, у него остался сын Уильям де Бург, который стал 3-м графом Ольстера.
Эдмонд жил на территории нынешнего графства Лимерик, где находились его личные поместья. Он был отцом по крайней мере двоих детей, сэра Ричарда Берка и сэра Дэвида Берка, оба из которых были живы в 1387 году. Сэр Ричард был отцом Уолтера (? — 1432) и Уилига Карра, которые были предками Берков из Каслконнелла (позже бароны Бурк из Каслконнелла) и Беркс из Бриттаса (позже бароны Бурк из Бриттаса) и Берков из Койс-Сиуйре соответственно. Сэр Дэвид был предком Бёрков из Маскерриквирка. Все три септа будут вместе называться Бёрками из Клануильяма.

## Гражданская война в доме де Бург
Убийство Уильяма Донна де Бурга, 3-го графа Ольстера, в июне 1333 года привело к трехсторонней борьбе между ведущими членами семьи де Бург/Берк за власть в Коннахте. Эдмонд был старшим членом семьи мужского пола, так как он приходился дядей Уильяму Донну и старшим выжившим сыном 2-го графа. Он сражался против своих двоюродных братьев в Коннахте, пытаясь контролировать обширные поместья семьи де Бург, как свои личные, так и владения своей внучатой племянницы Элизабет де Бург.
Поскольку ни один из трех основных претендентов не мог одолеть друг друга, земли де Бург в Ольстере были почти полностью возвращены гэло-ирландцам, в то время как Коннахт был разделен пополам между кузенами Эдмондом Альбанахом де Бургом из Северного Коннахта (в основном графство Мейо) и Улик Берк из Аннакина на юге Коннахта (в основном в восточном графстве Голуэй). К 1340 году семья разделилась на три отдельных независимых владения:
- Клан Уильям Берк из графства Лимерик
- Мак Уильям Иохтар из графство Мейо
- Мак-Уильям Уахтар или Кланрикард из графства Голуэй

## Смерть
Эдмон де Бург скончался в 1338 году, когда он и его люди пытались навестить монахов-августинцев в городе Баллинроб. Группа мужчин во главе с Эдмондом Альбанахом Бургом насильно вошла в монастырь и после непродолжительного сопротивления схватила Эдмонда. Эдмонда взяли в плен и отвезли в Ойлин-ан-Лара (остров Эрлс). Он был утоплен в озере Лох-Маск.

## Семья
Как и многие члены его семьи, Эдмонд де Бург женился на гэльской принцессе Слейни О’Брайен, дочери Тойрдельбаха мак Тайгда Кэла Уисе О Бриана, короля Томонда с 1276 по 1306 год. Известны четыре их сына:
- Ричард (? — 1365)
- Уильям (? — 1380)
- Эдмунд (? — 1373)
- Дэвид (? — 1387).